# Commanderie des Nobles Vins du Jura et du Comté

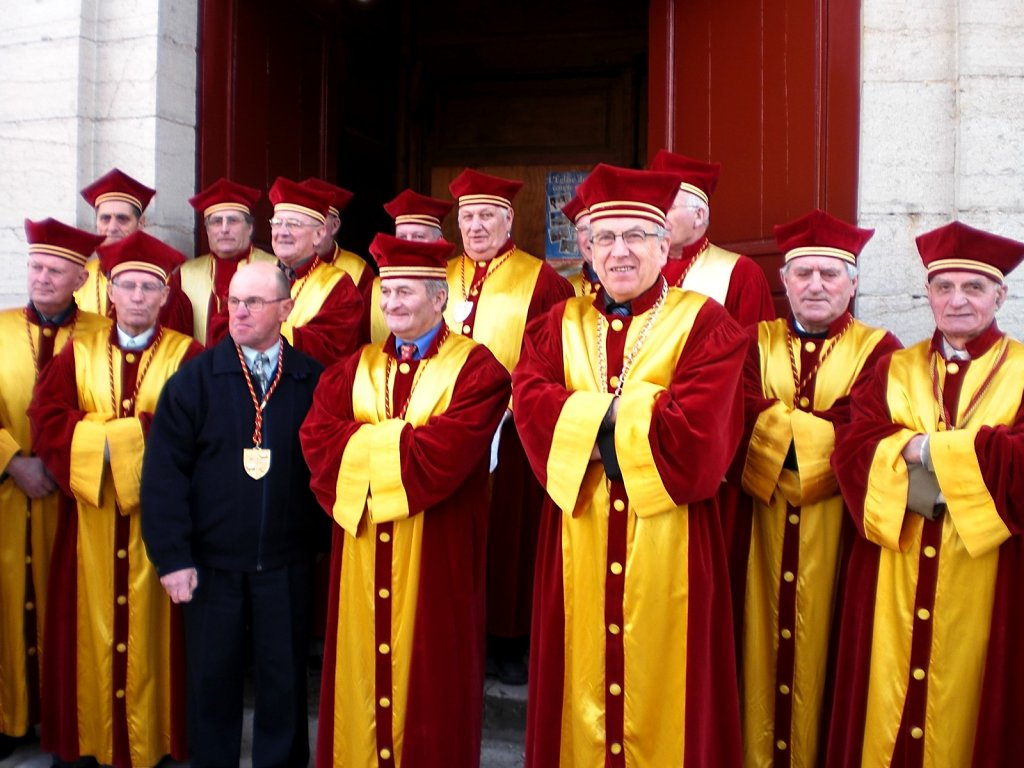
Großer Rat

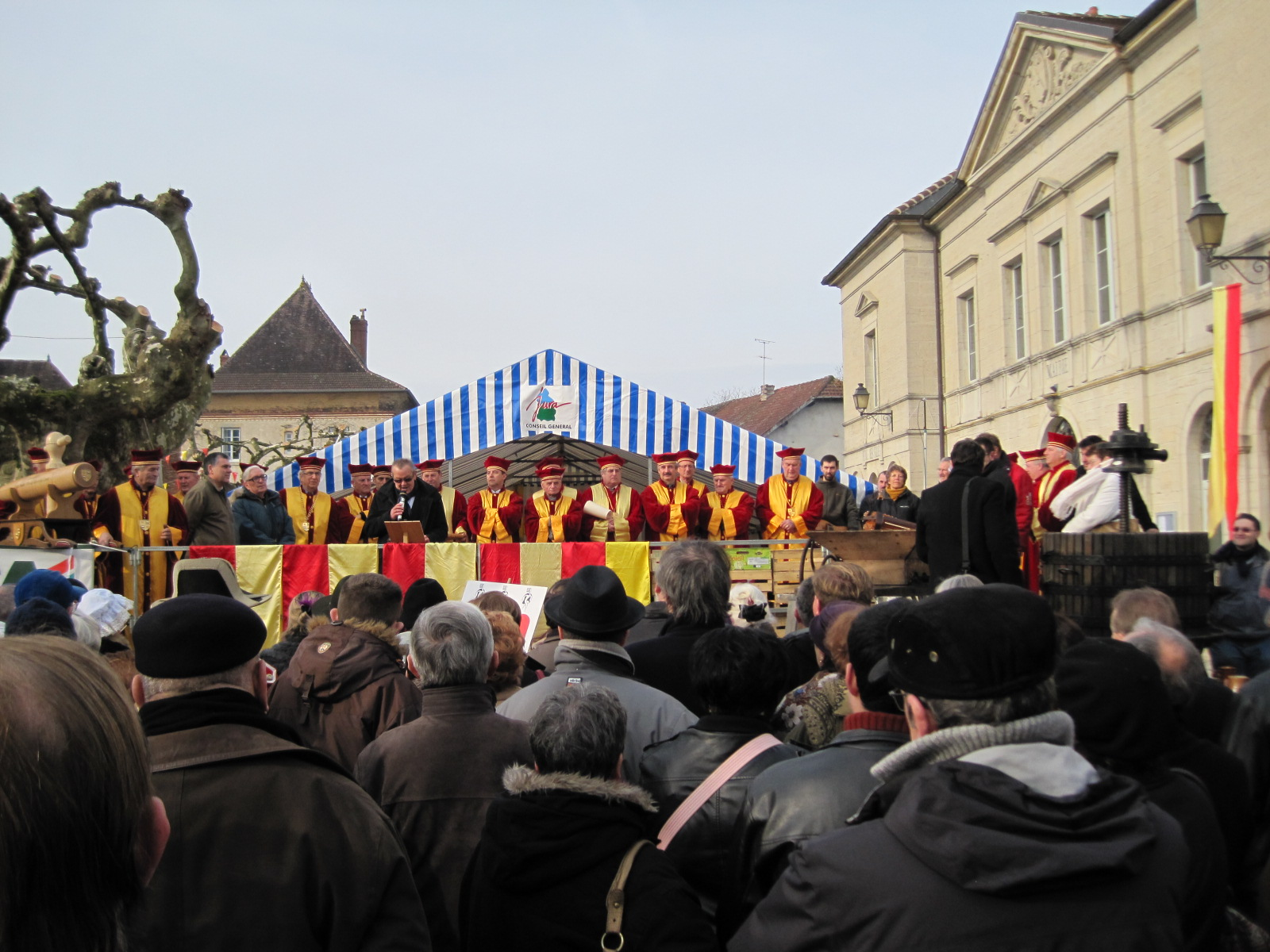
Öffentliche Inthronisation

Die Weinbruderschaft Commanderie des Nobles Vins du Jura et du Comté pflegt im Weinbaugebiet im französischen Jura den Wein- und Käsegenuss. Der Verantwortungsbereich beim Wein beläuft sich auf eine Fläche von 1850 ha mit über 200 Betrieben, auf denen fünf Sorten kultiviert werden: Arbois, Château-Chalon, L’Etoile, Côtes du Jura, Jura Macvin, Crémant du Jura. Die Vertreter der Käsespezialisten repräsentieren ebenfalls etwa 200 Mitgliedsbetriebe aus dem Franche-Comté, die ausschließlich die AOC-Norm erfüllen. Die Aufgabe der Commanderie ist, die Imagepflege von Wein und Käse zu begleiten und bei gesellschaftlichen Anlässen zu verkosten.

## Geschichte
Die Commanderie des Nobles Vins du Jura et du Comté wurde am 21. Mai 1966 gegründet. Zunächst bestand die Vereinigung aus 15 Mitgliedern, die verschiedenen gesellschaftlichen Interessengruppen angehörten, die aber alle die Reputation des Weins der Region Jura fördern wollten. Heute wählen sämtliche Mitglieder den 15-köpfigen „Großen Rat“ (Grand Conseil), dieser wiederum wählt den Präsidenten der Vereinigung. Die Mitglieder rekrutieren sich heute hauptsächlich aus Winzern, Landwirten, Viehzüchtern, Käsern und Destilleriemeistern. Sie stellen eine Art Interessenvertretung dar. Derzeitiger Präsident ist Bernard Legrand.

## Inthronisation
Traditionell findet die „Inthronisation“ jährlich am letzten Samstag im Oktober statt. In den ersten vierzig Jahren wurden von der Weinbruderschaft über 1860 Personen als „Botschafter der Region“ ausgezeichnet, darunter Jacques Chirac, Karl Zéro (* 1961), Jacques Duhamel (1924–1977), Edgar Faure, Dominique Voynet, Lio, Pierre Perret, Henri Salvador und Raymond Forni. Diese Inthronisation erfolgt durch eine öffentliche Zeremonie, bei der der Eid auf die Charta der Komturei abgelegt wird. Der „Botschafter“ erhält eine Pergamenturkunde und eine Medaille.